# Darkest Day
Darkest Day est le 8e album studio du groupe de death metal américain Obituary. Sorti le 15 juin 2009.

## Liste des titres
1. List of Dead - 3:34
2. Blood to Give - 3:35
3. Lost inside - 3:55
4. Outside My Head - 3:52
5. Payback - 4:29
6. Your Darkest Day - 5:07
7. This Life - 3:46
8. See Me Now - 3:23
9. Fields of Pain - 3:18
10. Violent Dreams - 1:59
11. Truth Be Told - 4:49
12. Forces Realign - 4:37
13. Left to Die - 6:21

## Composition du groupe
- John Tardy : Chant
- Trevor Peres : guitare
- Ralph Santolla : guitare
- Frank Watkins : Basse
- Donald Tardy : Batterie